# Andrius Petreikis
Andrius Petreikis (14 settembre 1982) è un ex calciatore lituano, di ruolo centrocampista.

## Carriera

### Club
Petreikis vestì la maglia dell'Atlantas dal 1998 al 2008. Nel 2010, fu ingaggiato dai norvegesi del Bergsøy.

### Nazionale
L'8 ottobre 2005, fu in campo nella sfida tra Lituania e Serbia e Montenegro.